# Rob Marcello
Robert Marcello (nacido el 9 de septiembre de 1977) es un guitarrista sueco, principalmente conocido por ser el actual guitarrista del grupo de glam metal neoyorquino Danger Danger donde entró en 2003 reemplazando a Andy Timmons.
Rob también ha formado parte de grupos como Iron Horse, Twenty 4 Seven y Marcello-Vestry (este último es un proyecto individual donde colabora el cantante Frank Vestry). Robert toca guitarras "Caparison" y está patrocinado por Boss Corporation. En los videos de demostración de las pedaleras, él es el guitarrista.

## Discografía

### ConIron Horse
- Iron Horse (2001)

### ConTwenty 4 Seven
- Destination Everywhere (2002)

### ConDanger Danger
- Live and Nude (2005)
- Revolve (2009)

### ConMarcello-Vestry
- Marcello-Vestry (2008)

### ConLaney's Legion
- Laney's Legion (2014)

### ConShotgun Messiah
- Live: Down decadencia drive (2016)

### ConThe Defiants
- Self titled (2016)
- Zokusho  (2019)
- Drive (2023)

- Datos: Q3014209